# Municipio de Union (condado de Stone, Misuri)
Union Township es un municipio inactivo del condado de Stone, Misuri, Estados Unidos. Según el censo de 2020, tiene una población de 530 habitantes.
La subdivisión tiene un código censal Z1, que indica que no está en funcionamiento (non-functioning county subdivision).

## Geografía
Está ubicada en las coordenadas 36°58′19″N 93°28′36″O / 36.97194, -93.47667 (36.971961, -93.476649). Según la Oficina del Censo de los Estados Unidos, tiene una superficie de 36.67 km² de tierra y 0.001 km² de agua.

## Demografía
Según el censo de 2020, hay 530 personas residiendo en la zona. La densidad de población es de 14.45 hab./km². El 95.47 % de los habitantes son blancos, el 0.57 % son afroamericanos, el 0.19 % es amerindio, el 0.38 % son asiáticos, el 0.19 % es de otra raza y el 3.21 % son de una mezcla de razas. Del total de la población, el 1.32 % son hispanos o latinos de cualquier raza.